# Rhadinella serperaster
Espèce
Synonymes
- Rhadinaea serperaster Cope, 1871
- Rhadinaea serperastra Cope, 1871

Statut de conservation UICN

 LC  : Préoccupation mineure
Rhadinella serperaster  est une espèce de serpents de la famille des Dipsadidae.

## Répartition
Cette espèce est endémique du Costa Rica. Sa présence est incertaine au Panama.

## Publication originale
- Cope, 1871 : Ninth Contribution to the Herpetology of Tropical America. Proceedings of the Academy of Natural Sciences of Philadelphia, vol. 23, no 2, p. 200-224 (texte intégral).